# Canton de Salignac-Eyvigues
Pour les articles homonymes, voir Salignac.
Le canton de Salignac-Eyvigues est une ancienne division administrative française située dans le département de la Dordogne, en région Aquitaine.

## Historique
- Le canton de Salagnac, puis canton de Salignac, est l'un des cantons de la Dordogne créés en 1790, en même temps que les autres cantons français. Il a d'abord été rattaché au district de Sarlat avant de faire partie de l'arrondissement de Sarlat, renommé en arrondissement de Sarlat-la-Canéda en 1965. La même année, du fait de la fusion des communes d'Eyvignes-et-Eybènes et de Salignac, il devient le canton de Salignac-Eyvignes[1], corrigé en 2001 en canton de Salignac-Eyvigues.

- De 1833 à 1848, les cantons de Salignac et de Terrasson avaient le même conseiller général. Le nombre de conseillers généraux était limité à 30 par département[2].

### Redécoupage cantonal de 2014-2015
Par décret du 21 février 2014, le nombre de cantons du département est divisé par deux, avec mise en application aux élections départementales de mars 2015. Le canton de Salignac-Eyvigues est supprimé à cette occasion. Ses huit communes sont alors rattachées au canton de Terrasson-Lavilledieu.

## Géographie
Ce canton était organisé autour de Salignac-Eyvigues dans l'arrondissement de Sarlat-la-Canéda. Son altitude variait de 120 m (Salignac-Eyvigues) à 314 m (Salignac-Eyvigues) pour une altitude moyenne de 237 m.

## Représentation

### Conseillers généraux de 1833 à 2015
Avant 1833, les conseillers généraux étaient désignés, et ne représentaient pas un canton déterminé.
| Période | Période      | Identité                         | Étiquette     | Qualité                                                                                            |
| ------- | ------------ | -------------------------------- | ------------- | -------------------------------------------------------------------------------------------------- |
| 1833    | 1848         | Louis Auguste Dupont de Bosredon |               | Propriétaire du château de la Fauconnie Maire de Chavagnac                                         |
| 1848    | 1852         | Pierre-René Boissarie            |               | Juge au Tribunal civil de Sarlat                                                                   |
| 1852    | 1871 (décès) | Victor de Pouzol de Lile         |               | Notaire, maire de Salignac                                                                         |
| 1871    | 1892         | Alexandre de Bosredon            | Bonapartiste  | Sénateur (1880-1885), maire de Chavagnac                                                           |
| 1892    | 1903 (décès) | Marcel Castanet                  | U.Rép.        | Docteur, maire de Salignac                                                                         |
| 1903    | 1910         | Charles Laval                    | Rad.          | Notaire à Borrèze, conseiller d'arrondissement                                                     |
| 1910    | 1931         | Jean Ybor Louis Delbos           |               | Propriétaire-agriculteur et meunier Maire de Borrèze, conseiller d'arrondissement                  |
| 1931    | 1934         | Henri Joffre                     | Rad.          | Adjoint au maire de Salignac, conseiller d'arrondissement                                          |
| 1934    | 1940         | Jean Liebus                      | Rad.          | Propriétaire, maire de Paulin                                                                      |
|         |              |                                  |               | |
| 1942    | 1945         | Élie Valade (1883-1972)          | Rad.          | Cultivateur Conseiller d'arrondissement, maire de Jayac Nommé conseiller départemental en 1942     |
|         |              |                                  |               | |
| 1945    | 1955         | Jean Liebus                      | Rad.          | Propriétaire, maire de Paulin                                                                      |
| 1955    | 1961         | Gaston Chapelle                  | SFIO          | Maire de Borrèze                                                                                   |
| 1961    | 1979         | Marcel Cantelaube                | Rad. puis MRG | Notaire, maire de Salignac-Eyvigues                                                                |
| 1979    | 1985         | Louis Muzac                      | RPR           | Docteur, maire d'Estivals                                                                          |
| 1985    | 1992         | Gilbert Fournier                 | PS            | Maire de Saint-Geniès (1977-1995)                                                                  |
| 1992    | 2011         | Serge Laval                      | RPR puis UMP  | Technicien DDE, maire d'Archignac (1989-2008)                                                      |
| 2011    | 2015         | Michel Lajugie                   | Apparenté PCF | Agriculteur, maire de Saint-Geniès depuis 2008 Élu en 2015 dans le canton de Terrasson-Lavilledieu |

### Conseillers d'arrondissement (de 1833 à 1940)
| Période                                  | Période           | Identité                         | Étiquette           | Qualité |
| ---------------------------------------- | ----------------- | -------------------------------- | ------------------- | --- |
| Les données manquantes sont à compléter. |                   |                                  |                     | |
| 1833                                     | 1845              | Jean Baptiste Maurel du Bousquet |                     | Notaire royal, propriétaire à Borrèze                                                                       |
| 1845                                     | 1848              | M. Maurel du Bousquet            |                     | Propriétaire à Eyvigues                                                                                     |
|                                          |                   |                                  |                     | |
| 1858                                     |                   | Pierre Frédéric Montazel         |                     | Juge de paix, maire d'Archignac                                                                             |
|                                          |                   |                                  |                     | |
| 1870                                     | 1871              | M. Laval                         |                     | |
| 1871                                     | 1884 (annulation) | Armand Montazel                  | Droite              | |
|                                          |                   |                                  |                     | |
| 1889                                     | 1895              | M. Dubousquet                    | Républicain         | Lieutenant de louveterie                                                                                    |
| 1895                                     | 1901              | M. Dueil                         |                     | |
| 1901                                     | 1903              | Charles Laval                    | Républicain Radical | Notaire à Borrèze                                                                                           |
| 1903                                     | 1910              | Jean Ybor Louis Delbos           | Républicain         | Propriétaire-agriculteur et meunier, maire de Borrèze                                                       |
| 1910                                     | 1919              | M. Brousse                       |                     | |
| 1919                                     | 1928              | Alfred Constant                  | Radical             | Maire de Salignac                                                                                           |
| 1928                                     | 1934              | Henri Joffre                     | Radical             | Propriétaire à Salignac                                                                                     |
| 1934                                     | 1940              | Élie Valade                      | Radical             | Maire de Jayac                                                                                              |
| 1940                                     |                   |                                  |                     | Les conseils d'arrondissement ont été suspendus par la loi du 12 octobre 1940 et n'ont jamais été réactivés |

Sources : "Annuaires et calendriers 1789-1842 " sur le site des archives départementales de la Dordogne. https://archives.dordogne.fr/r/72/fonds-imprimes/annuaires-et-calendriers?arko_default_6076b1c79b335--ficheFocus=

## Composition
Le canton de Salignac-Eyvigues regroupait huit communes et comptait 4 133 habitants (population municipale) au 1er janvier 2011.
| Communes                 | Population (2012) | Code postal | Code Insee |
| ------------------------ | ----------------- | ----------- | ---------- |
| Archignac                | 339               | 24590       | 24012      |
| Borrèze                  | 336               | 24590       | 24050      |
| Jayac                    | 181               | 24590       | 24215      |
| Nadaillac                | 341               | 24590       | 24301      |
| Paulin                   | 278               | 24590       | 24317      |
| Saint-Crépin-et-Carlucet | 502               | 24590       | 24392      |
| Saint-Geniès             | 1 008             | 24590       | 24412      |
| Salignac-Eyvigues        | 1 148             | 24590       | 24516      |

## Démographie
| 1968  | 1975  | 1982  | 1990  | 1999  | 2006  | 2011  | 2012  |
| ----- | ----- | ----- | ----- | ----- | ----- | ----- | ----- |
| 3 652 | 3 426 | 3 386 | 3 415 | 3 619 | 4 024 | 4 133 | 4 153 |